# Carlo da Montone
Carlo Fortebraccio, noto come Carlo da Montone (Perugia, 1º settembre 1421 – Cortona, 17 giugno 1479), è stato un nobile e condottiero italiano, conte di Montone e signore di Assisi, Fratta Todina, Gualdo Tadino e Todi.

## Biografia
Carlo Fortebraccio nacque a Perugia il 1º settembre 1421, figlio del celebre capitano di ventura Andrea Fortebraccio, noto come Braccio da Montone, e Nicolina da Varano. Divenne ben presto un condottiero al soldo principalmente del Ducato di Milano e della Repubblica di Venezia. Durante le sue azioni militari, prese parte assieme a Niccolò Piccinino alla battaglia di Anghiari del 29 giugno 1440, mentre con la Serenissima contrastò le incursioni ottomane in Friuli nell'ambito del conflitto turco-veneziano del 1479 e nello stesso anno intervenne nella guerra che seguì alla congiura dei Pazzi, sua ultima impresa. Morì a Cortona il 17 giugno 1479.

## Ascendenza
|                       |                       |                      | Genitori              |  |  | Nonni |  |  | Bisnonni           |  |  | Trisnonni         |  |
|                       |                       |                      |                       |  |  |       |  |  | Guido Fortebraccio |  |  | Oddo Fortebraccio |  |
|                       |                       |                      |                       |  |  |       |  |  | Guido Fortebraccio |  |  | Oddo Fortebraccio |  |
|                       |                       | ?                    |                       |  |  |       |  |  | Guido Fortebraccio |  |  |                   |  |
| Oddo Fortebraccio     |                       |                      |                       |  |  |       |  |  | Guido Fortebraccio |  |  |                   |  |
|                       |                       | ?                    | ?                     |  |  |       |  |  |                    |  |  |                   |  |
|                       |                       | ?                    | ?                     |  |  |       |  |  |                    |  |  |                   |  |
|                       |                       | ?                    | ?                     |  |  |       |  |  |                    |  |  |                   |  |
| Andrea Fortebraccio   |                       | ?                    |                       |  |  |       |  |  |                    |  |  |                   |  |
|                       |                       | Tiveri Montemelini   | Francesco Montemelini |  |  |       |  |  |                    |  |  |                   |  |
|                       |                       | Tiveri Montemelini   | Francesco Montemelini |  |  |       |  |  |                    |  |  |                   |  |
|                       |                       | Tiveri Montemelini   | ?                     |  |  |       |  |  |                    |  |  |                   |  |
| Giacoma Montemelini   |                       | Tiveri Montemelini   |                       |  |  |       |  |  |                    |  |  |                   |  |
|                       |                       | ?                    | ?                     |  |  |       |  |  |                    |  |  |                   |  |
|                       |                       | ?                    | ?                     |  |  |       |  |  |                    |  |  |                   |  |
|                       |                       | ?                    | ?                     |  |  |       |  |  |                    |  |  |                   |  |
| Carlo Fortebraccio    |                       | ?                    |                       |  |  |       |  |  |                    |  |  |                   |  |
|                       | Gentile III da Varano | Berardo II da Varano |                       |  |  |       |  |  |                    |  |  |                   |  |
|                       | Gentile III da Varano | Berardo II da Varano |                       |  |  |       |  |  |                    |  |  |                   |  |
|                       | Gentile III da Varano | Bellafiore Brunforte |                       |  |  |       |  |  |                    |  |  |                   |  |
| Rodolfo III da Varano | Gentile III da Varano |                      |                       |  |  |       |  |  |                    |  |  |                   |  |
|                       |                       | Teodora Salimbeni    | ?                     |  |  |       |  |  |                    |  |  |                   |  |
|                       |                       | Teodora Salimbeni    | ?                     |  |  |       |  |  |                    |  |  |                   |  |
|                       |                       | Teodora Salimbeni    | ?                     |  |  |       |  |  |                    |  |  |                   |  |
| Nicolina da Varano    |                       | Teodora Salimbeni    |                       |  |  |       |  |  |                    |  |  |                   |  |
|                       |                       | ?                    | ?                     |  |  |       |  |  |                    |  |  |                   |  |
|                       |                       | ?                    | ?                     |  |  |       |  |  |                    |  |  |                   |  |
|                       |                       | ?                    | ?                     |  |  |       |  |  |                    |  |  |                   |  |
| Costanza Smeducci     |                       | ?                    |                       |  |  |       |  |  |                    |  |  |                   |  |
|                       |                       | ?                    | ?                     |  |  |       |  |  |                    |  |  |                   |  |
|                       |                       | ?                    | ?                     |  |  |       |  |  |                    |  |  |                   |  |
|                       |                       | ?                    | ?                     |  |  |       |  |  |                    |  |  |                   |  |
|                       |                       | ?                    |                       |  |  |       |  |  |                    |  |  |                   |  |

## Discendenza
Carlo Fortebraccio aveva sposato Margherita Malatesta, figlia di Sigismondo Pandolfo Malatesta, signore di Rimini, ed Isotta degli Atti. Da lei ebbe tre figli, Berardino, Braccioforte e Francesco. In precedenza, il 21 marzo 1423, un anno dopo la nascita di Carlo, era stato stipulato un contratto di matrimonio futuro tra questi ed Anna Colonna, poi non più effettuato.